# Viabilité hivernale
La viabilité hivernale s'inscrit dans le cadre plus large de la surveillance du réseau routier et des interventions qui en découlent. L'objectif recherché est le maintien ou le rétablissement de conditions de circulation satisfaisantes du point de vue de la sécurité des usagers de la route. Elle concourt également à la continuité des activités économiques.
La viabilité hivernale concerne ainsi l'ensemble des moyens mis en œuvre pour assurer la sécurité routière d'une route humide. Elle consiste à lutter contre les accumulations de neige, de verglas ou de givre afin de conserver le maximum d'adhérence aux véhicules circulant sur la chaussée. Elle comprend également la détection des dégradations des revêtements ou structures de chaussées qui sont dus aux effets du gel et du dégel, ainsi que le travail de réfection.
Il existe un comité technique international chargé de ces questions au sein de l'AIPCR.

## Paramètres importants
La viabilité hivernale va dépendre d'une quantité importante de facteurs qu'il convient de connaître
- Nature et état du revêtement
- Météorologie routière
- Micro-climats routiers
- Le trafic routier

### Nature et état du revêtement
La nature et la composition du revêtement de la route vont influencer la viabilité hivernale :
- Sa rugosité
  - initiale
  - évolution de sa rugosité en fonction de l'usure sous charge
- Ses matériaux et technologies de mise en œuvre
  - béton
  - bitume
  - enrobés drainants
- Son comportement thermique
  - albédo
  - capacité thermique massique
  - conductivité thermique
  - porosité
- Les conditions initiales de pose des revêtements
  - sur un pont (l'inertie du pont est plus faible que celle d'un sol dur, il se réchauffera/refroidira plus vite)
  - dans un tunnel (la surface au vent est fortement abaissée. Les températures sont supérieures.)
  - sur un sol dur (la terre rayonnant de l'énergie va réchauffer en permanence le revêtement.)
  - nature des fondations (sur des fondations plus isolantes, le phénomène précité aura moins d'influence.)

### Météorologie routière
Les principaux facteurs d'influence de la météorologie routière sont:
- conditions météorologiques globales
- température mesurée sous abri à 1 mètre du sol
- température du sol mesurée par une sonde arasante
- humidité relative de l'air mesurée sous abri à 1 mètre du sol
- présence ou non d'eau sous toutes ses formes dont la neige est la forme la plus visible
- vitesse du vent au-dessus de la route
- la présence de nuage diurnes ET nocturnes
  - diurne:   influence l'ensoleillement direct et indirect
  - nocturne: influence la dynamique de refroidissement des revêtements routiers

### Micro-climat routier
La météorologie nationale ou internationale s'occupe des phénomènes globaux et locaux afin de prédéterminer le plus précisément possible les évolutions de conditions à venir.
Dans le cadre de la météorologie routière, il est nécessaire de descendre à une échelle très fine.
C'est pourquoi, les grandes organisations routières tentent de disposer d'un maximum de données globales complétées par des mesures plus ponctuelles, par exemple à l'aide de stations météo-routières.
Les micro-climats favorisent ou défavorisent l'apparition de discontinuités thermiques dangereuses qu'il convient de connaître pour mieux maîtriser les conséquences.
C'est ainsi qu'on voit apparaître de plus en plus d'études sur les profils thermiques des routes dangereuses.
À l'aide de radiomètres ou de caméras infrarouges embarquées dans des véhicules spéciaux instrumentés, on va déterminer, à conditions météorologiques connues, la capacité du revêtement routier à subir une condensation à sa surface. Si la condensation est possible et que cette température de surface est négative, il existe alors un risque de verglas, et le ou les tronçons deviennent potentiellement accidentogènes. On peut ainsi décider d'emplacements de panneaux « risque de verglas » ou « verglas fréquent ».
Ce procédé s'appelle cartographie thermique, ou plus communément thermal mapping.
Cette technique permet de mieux cerner les micro-climats et l'influence des revêtements locaux sur les comportements hivernaux attendus.
Il existe un congrès international, le SIRWEC, qui a lieu tous les deux ans, et où ces aspects sont abordés par des professionnels et des scientifiques.

### Le trafic routier
La circulation routière influence grandement la dynamique de sécurisation des routes.
En présence de neige, elle peut :
- la compacter et la rendre glissante → baisse la sécurité
- l'évacuer → augmente la sécurité
- la mélanger au sel ou à de l'eau → augmente la sécurité

En présence de sel, elle peut :
- littéralement le souffler de la route → baisse la sécurité
- le mélanger à la neige ou au verglas → augmente la sécurité

En présence de bouchons, elle peut empêcher le bon déroulement des opérations de sécurisation.
En règle générale, on préfèrera donc des trafics denses et gérés (une seule file...).